# Eddie Jobson
Eddie Jobson (Billingham, Stockton-on-Tees, 28 de abril de 1955) é um tecladista e violinista inglês, notável no uso de sintetizadores. Ele tocou em diversas bandas de rock progressivo, incluindo Curved Air, Roxy Music, 801, UK e Jethro Tull. Ele também fez parte da banda de Frank Zappa nas gravações em Nova York.

## Discografia
| Ano  | Banda                                | Título                                            | Notas                           |
| ---- | ------------------------------------ | ------------------------------------------------- | ------------------------------- |
| 1973 | Curved Air                           | Air Cut                                           |                                 |
| 1973 | Roxy Music                           | Stranded                                          |                                 |
| 1974 | Roxy Music                           | Country Life                                      |                                 |
| 1975 | Roxy Music                           | Siren                                             |                                 |
| 1976 | Roxy Music                           | Viva!                                             |                                 |
| 1976 | Eddie Jobson                         | Yesterday Boulevard b/w On a Still Night          | Single, (Island WIP-6287)       |
| 1978 | Frank Zappa                          | Zappa in New York                                 | Gravação: 26–29 Dezembro 1976   |
| 1978 | U.K.                                 | UK                                                |                                 |
| 1979 | U.K.                                 | Danger Money                                      |                                 |
| 1979 | U.K.                                 | Night After Night                                 |                                 |
| 1999 | U.K.                                 | Concert Classics, Vol. 4                          | Gravação: 11 July 1978          |
| 1980 | Jethro Tull                          | A                                                 |                                 |
| 1983 | Eddie Jobson                         | The Green Album                                   | Eddie Jobson / Zinc             |
| 1985 | Eddie Jobson                         | Theme of Secrets                                  |                                 |
| 1990 | Curved Air                           | Lovechild                                         | Gravação: Julho de 1973         |
| 2000 | The Bulgarian Women's Choir—Angelite | Voices of Life                                    |                                 |
| 2009 | UKZ                                  | Radiation                                         |                                 |
| 2009 | Frank Zappa                          | Philly '76                                        | Gravação: 29 de outubro de 1976 |
| 2010 | Eddie Jobson                         | Ultimate Zero Tour - Live                         | Álbum ao vivo                   |
| 2013 | U.K.                                 | Reunion – Live in Tokyo                           | CD&DVD                          |
| 2015 | U.K.                                 | Curtain Call                                      | Gravação: 2013                  |
| 2015 | Eddie Jobson                         | Four Decades                                      | Álbum ao vivo, Gravado: 2013    |
| 2018 | Eddie Jobson                         | 1971-1979 The Band Years                          | Coletânea                       |
| 2019 | Frank Zappa                          | Zappa In New York 40th Anniversary Deluxe Edition | Gravação: 26-29 Dezembro 1976   |
| 2022 | Frank Zappa                          | Zappa/Erie                                        | Gravação: 10-13 Novembro 1976   |

### Sessões de trabalho e colaborações
com Bryan Ferry
- These Foolish Things (1973)
- Let's Stick Together (1976)

com Andy Mackay
- In Search of Eddie Riff (1974)

com Roger Glover
- The Butterfly Ball and the Grasshopper's Feast (1974)

com Amazing Blondel
- Mulgrave Street (1974)

com John Entwistle
- Mad Dog (1975)

com Phil Manzanera
- Diamond Head (1975)
- Listen Now (1977)
- Guitarissimo (compilation) (1986)

com King Crimson
- USA (1975)

com Bill Bruford
- One of a Kind (1979) (violin on "Forever Until Sunday")

com John Wetton
- Raised in Captivity (2011) (violin on "The Devil and the Opera House")